# Scuola italiana Pietro Della Valle
La Scuola italiana Pietro Della Valle è un istituto scolastico di Farmanieh,  distretto di Shemiran, Iran.
La scuola, oltre ai comuni corsi didattici, propone eventi culturali ed artistici non solo per gli studenti e le proprie famiglie, ma anche per la popolazione di Farmanieh, come manifestazioni, mostre e conferenze di vario genere.
Offre corsi dalla scuola materna alle scuole superiori.